# Mydas militaris
Mydas militaris is een vliegensoort uit de familie van de Mydidae. De wetenschappelijke naam van de soort is voor het eerst geldig gepubliceerd in 1868 door Gerstaecker.